# Романов, Владимир Фёдорович (лётчик)
Владимир Фёдорович Романов (08.03.1913, Киев — 03.02.1985, Киев) — штурман 18-го гвардейского авиационного полка 2-й гвардейской авиационной дивизии 2-го гвардейского авиационного корпуса авиации дальнего действия, гвардии капитан. Герой Советского Союза.

## Биография
Родился 8 марта 1913 года в Киеве в семье рабочего. Украинец. Член КПСС с 1941 года. Окончил семилетнюю школу. Работал в Ростове-на-Дону и в Киеве на заводе «Транссигнал».
В 1935 году призван в ряды Красной армии. Участник Великой Отечественной войны с июня 1941 года. Воевал на Центральном, Западном и других фронтах.
В начале Великой Отечественной войны полк, в котором младший лейтенант В. Ф. Романов служил в должности начальника радиосвязи эскадрильи, базировался в Запорожье. Первые месяцы войны В. Ф. Романов летал в составе экипажа на боевые задания как радист и воздушный стрелок.
Не отрываясь от своих основных обязанностей начальника связи и от боевой работы, В. Ф. Романов упорно учился. Через год, в августе 1942 года, В. Ф. Романов успешно сдал экзамен на штурмана. Ему присвоили очередное звание—лейтенант. Успешное выполнение боевых заданий показало, что он обладает штурманскими способностями, и в 1943 году его назначили штурманом звена, затем — эскадрильи. В начале 1945 года уже в звании майора В. Ф. Романов назначается штурманом полка.
На различных фронтах под Москвой, Ленинградом, Сталинградом, в боях за Киев штурман В. Ф. Романов много раз успешно летал, наносил бомбовые удары по аэродромам противника, военно-промышленным объектам, крупным железнодорожным узлам и морским портам Балтийского и Чёрного морей, летал и в глубокий тыл врага.
Всегда спокойный, уверенно расчетливый в своих действиях, прославленный мастер бомбардировок по вражеским целям и объектам тыла, штурман В. Ф. Романов совершил за период Великой Отечественной войны 272 боевых вылета. Из них 256 боевых вылетов — ночью в сложных метеорологических условиях, в том числе восемь боевых вылетов были совершены в глубокий тыл врага.
Особенно запомнился В. Ф. Романову один из боевых вылетов. Это было в ночь на 13 августа 1943 года. Во время бомбардировки железнодорожного узла Полтава самолет В. Ф. Романова был внезапно атакован двумя ночными вражескими истребителями и загорелся. Из охваченного пламенем самолета В. Ф. Романов выбросился на парашюте и приземлился на территории, занятой гитлеровцами. Темная ночь укрыла его от глаз противника.
Днем скрывался от фашистов в нескошенных и неубранных хлебах, получая помощь от советских патриотов, ночью неуклонно двигался на восток. В одну из ночей В. Ф. Романов перешёл линию фронта и прибыл в свой полк. И снова полёты, бомбардировочные удары по противнику на территориях Румынии, Венгрии, в Восточной Пруссии и по морским портам.
Указом Президиума Верховного Совета СССР от 19 августа 1944 года за 272 успешных боевых вылета с проявлением мужества и героизма гвардии капитану Владимиру Фёдоровичу Романову присвоено звание Героя Советского Союза с вручением ордена Ленина и медали «Золотая Звезда».
После окончания Великой Отечественной войны В. Ф. Романов продолжал служить в авиации дальнего действия штурманом полка, помогая молодым лётчикам и штурманам овладевать новой современной авиационной техникой, передавая им свой богатый боевой опыт. Учил искусству побеждать врага.
В 1959 году гвардии подполковник В. Ф. Романов уволился в запас. Работал инженером на механическом заводе. Жил в Киеве. Скончался 3 февраля 1985 года. Похоронен в Киеве на Городском кладбище «Берковцы».
Награждён орденом Ленина, орденом Отечественной войны 1-й степени, четырьмя орденами Красного Знамени, орденом Красной Звезды, медалями.